# Ponton

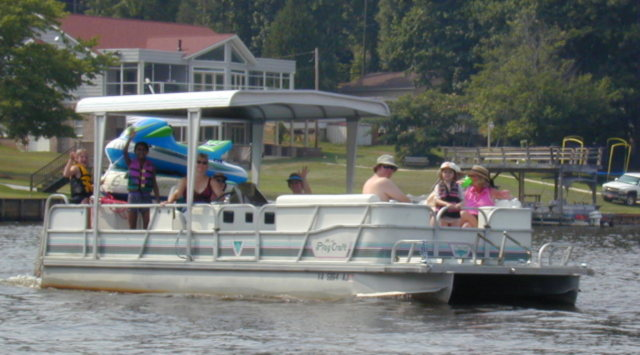
Pontonová loď

Ponton je dutý plovák či speciální člun zkonstruovaný ke stavbě plovoucího mostu nebo jiných speciálních plovoucích staveb. Může být konstruován i svépomocí pomocí vodotěsně uzavřených válců (např. trubky nebo barely) či pomocí krychlí z betonu nebo kovu.

## Vojenské využití
Nejčastěji používán útvary ženistů ve válkách při stavbě pontonových mostů pro přejezd vojenské techniky přes řeky.

## Civilní použití
- plovoucí mola pro nástup či výstup cestujících na loď (v našich podmínkách na říční lodě)
- rekreační rybářské budky na přehradách a březích řek
- plovoucí domy - houseboaty
- platforma pro různé stroje určené pro práci v řekách. Například při injektáži pilířů mostů, pokud není možné vodu vést náhradní cestou
- plošiny pro přistávání raket